# Ironman 70.3
O Ironman 70.3, também conhecido como Half Ironman (Meio Ironman),  é uma das formas de triatlo de meia distância, organizado pela World Triathlon Corporation (WTC). O 70.3 tem uma distância de 1,9 km de natação, 90 km de ciclismo e 21,1 km de corrida. A soma destas distâncias é 113 km, aproximadamente, 70,3 milhas, por isso o nome. Cada distância da natação, bicicleta, e corrida são metades das distâncias dos segmentos que se encontram no Ironman. O Ironman 70.3 culmina cada ano com um Campeonato do Mundo, participando os atletas que obtiveram a classificação nas provas qualificatórias durante o ano.

## Mundiais

### Masculino
| Year | Ouro                   | Prata                  | Bronze                  |
| ---- | ---------------------- | ---------------------- | ----------------------- |
| 2006 | Craig Alexander (AUS)  | Simon Lessing (GBR)    | Richie Cunningham (AUS) |
| 2007 | Andy Potts (USA)       | Oscar Galíndez (ARG)   | Andrew Johns (GBR)      |
| 2008 | Terenzo Bozzone (NZL)  | Andreas Raelert (GER)  | Richie Cunningham (AUS) |
| 2009 | Michael Raelert (GER)  | Daniel Fontana (ITA)   | Matthew Reed (USA)      |
| 2010 | Michael Raelert (GER)  | Filip Ospalý (CZE)     | Timothy O'Donnell (USA) |
| 2011 | Craig Alexander (AUS)  | Chris Lieto (USA)      | Jeff Symonds (CAN)      |
| 2012 | Sebastian Kienle (GER) | Craig Alexander (AUS)  | Bevan Docherty (NZL)    |
| 2013 | Sebastian Kienle (GER) | Terenzo Bozzone (NZL)  | Joe Gambles (AUS)       |
| 2014 | Javier Gómez (ESP)     | Jan Frodeno (GER)      | Tim Don (GBR)           |
| 2015 | Jan Frodeno (GER)      | Sebastian Kienle (GER) | Javier Gómez (ESP)      |

### Feminino
| Year | Ouro                     | Prata                  | Bronze                |
| ---- | ------------------------ | ---------------------- | --------------------- |
| 2006 | Samantha McGlone (CAN)   | Lisa Bentley (CAN)     | Mirinda Carfrae (AUS) |
| 2007 | Mirinda Carfrae (AUS)    | Samantha McGlone (CAN) | Leanda Cave (GBR)     |
| 2008 | Joanna Zeiger (USA)      | Mary Beth Ellis (USA)  | Becky Lavelle (USA)   |
| 2009 | Julie Dibens (GBR)       | Mary Beth Ellis (USA)  | Magali Tisseyre (CAN) |
| 2010 | Jodie Swallow (GBR)      | Leanda Cave (GBR)      | Magali Tisseyre (CAN) |
| 2011 | Melissa Rollison (AUS)   | Karin Thürig (SUI)     | Linsey Corbin (USA)   |
| 2012 | Leanda Cave (GBR)        | Kelly Williamson (USA) | Heather Jackson (USA) |
| 2013 | Melissa Hauschildt (AUS) | Heather Jackson (USA)  | Annabel Luxford (AUS) |
| 2014 | Daniela Ryf (SUI)        | Jodie Swallow (GBR)    | Heather Wurtele (CAN) |
| 2015 | Daniela Ryf (SUI)        | Heather Wurtele (CAN)  | Anja Beranek (GER)    |

### Locais
| Ano       | Local                                            |
| --------- | ------------------------------------------------ |
| 2006–2010 | Clearwater, Florida, EUA                         |
| 2011–2013 | Henderson, Nevada, EUA                           |
| 2014      | Mont-Tremblant, Quebéc, Canada                   |
| 2015      | Zell am See-Kaprun, Áustria                      |
| 2016      | Mooloolaba, Austrália                            |
| 2017      | Chattanooga, Tennessee, EUA                      |
| 2018      | Nelson Mandela Bay, Port Elizabeth, South Africa |

## Ligações Externas
- World Triathlon Corporation Ironman 70.3 Arquivado em 25 de outubro de  2012, no Wayback Machine.